# Lythria venustata
Lythria venustata är en fjärilsart som beskrevs av Otto Staudinger 1882. Lythria venustata ingår i släktet Lythria och familjen mätare. Inga underarter finns listade i Catalogue of Life.